# Chorebus apollyon
Chorebus apollyon är en stekelart som först beskrevs av Morley 1924.  Chorebus apollyon ingår i släktet Chorebus och familjen bracksteklar. Inga underarter finns listade i Catalogue of Life.